# Maledetti vi amerò
Maledetti vi amerò (en italià Maleïts que estimaré) és una pel·lícula dramàtica italiana del 1980 dirigida per Marco Tullio Giordana. Va competir a la secció Un Certain Regard del 33è Festival Internacional de Cinema de Canes. També va guanyar el Pardo d'Oro al Festival Internacional de Cinema de Locarno de 1980.

## Sinopsi
Riccardo conegut com a "Svitol", protagonista actiu del 1968, torna a la seva terra després de cinc anys a Veneçuela. En arribar a Itàlia, es troba desorientat davant els enormes canvis als quals ha estat sotmès el país. En particular, Svitol roman confós per vells amics i companys de militància. Guya, una vella amiga, porta una botiga i té una filla que desconeix el pare i es comporta com una dona de classe mitjana emancipada. Carlino, en canvi, es va enriquir gràcies a una sèrie d'inversions en borsa. Paradoxalment, l'única persona amb qui Svitol es pot entendre és un comissari de policia. Svitol comença llavors a qüestionar el significat de la dècada de protesta que acaba d'acabar. D'algunes revistes copia en paper els esbossos dels cadàvers d'algunes víctimes de la violència que va caracteritzar els anys setanta. El fet que els subtítols de les revistes, que identifiquen una víctima com una persona de dreta o d'esquerra, desapareguin quan Svitol pinta els contorns dels cadàvers, li fa dubtar de la validesa d'algunes de les seves posicions i idees del passat.

## Repartiment
- Flavio Bucci – Riccardo, detto Svitol
- Biagio Pelligra – Commissari
- Micaela Pignatelli – Letizia
- Alfredo Pea – Vincenzo
- Anna Miserocchi – La made
- Agnès Nobecourt – Guya
- Pasquale Zito
- Massimo Jacoboni
- Franco Bizzoccoli – Partisà
- Stefano Manca di Villahermosa – Carlino
- David Riondino – Beniamino

## Crítica
| « | "Un testimoni sense alè i de vegades una mica retòric ... un debut en aquell moment considerat prometedor" | » |